# Programme L'Oréal-UNESCO Pour les Femmes et la Science

Logo du programme « Pour les Femmes et la Science ».

Le Programme L’Oréal - UNESCO Pour les femmes et la science est un partenariat créé en 1998 entre la Fondation de la société L'Oréal et l'UNESCO. Il a pour objectif de promouvoir la place des femmes dans les sciences et s'inscrit aussi dans le cadre d'une campagne marketing de la société L'Oréal. L'un des volets distingue chaque année, au moyen d'un prix, cinq chercheuses, une par grande région (Afrique et États arabes, Amérique latine, Amérique du Nord, Asie-Pacifique, Europe). Des bourses internationales et nationales sont également attribuées à de jeunes chercheuses.

## Historique et fonctionnement

### Prix annuels
Le programme est créé en 1998, par la société L'Oréal en partenariat avec l'UNESCO. Il consiste alors uniquement en un prix. Il s'agit de la première récompense internationale dédiée aux femmes de sciences. Devant le succès de la première édition, les deux partenaires signent fin 1999 une convention les engageant « par les voies d’une coopération conjointe et concertée à réaliser des projets communs au bénéfice de la situation des femmes à l’échelle internationale et de leur activité scientifique en particulier ». Tout d'abord d'un montant de 20 000 $, le montant du prix est élevé à 100 000 $ pour chaque lauréate en 2003, en faisant la deuxième récompense après le prix Nobel en termes de dotation .
Les candidates aux cinq prix annuels sont proposées par environ 2000 parrains, des chercheurs du monde entier. Un jury indépendant d'une dizaine de scientifiques de renommée internationale, destiné à crédibiliser le prix, les évaluent. Les cinq prix sont décernés annuellement à des femmes scientifiques ayant contribué aux progrès de la science, alternativement en sciences de la matière et en sciences de la vie sur des travaux non liés aux activités de L'Oréal, originaires de cinq grandes régions (Afrique et États arabes, Amérique latine, Amérique du Nord, Asie-Pacifique, Europe), une pour chacune d'entre elles,.
Six lauréates ont par la suite reçu le Prix Nobel dans leur domaine de compétence : Elizabeth Blackburn et Katalin Karikó en médecine ou physiologie, Ada Yonath, Emmanuelle Charpentier et Jennifer Doudna en chimie, et Anne L'Huillier en physique. Christiane Nüsslein-Volhard a reçu le Prix Nobel en médecine ou physiologie avant de recevoir ce prix.

### Bourses internationales et nationales
Le même partenariat attribue depuis 2000 les bourses internationales UNESCO-L'Oréal à des jeunes femmes scientifiques poursuivant des études doctorales ou post-doctorales, pour aider à financer des travaux de recherche en cours, alternativement en sciences de la vie ou en sciences de la matière, et offre la possibilité de poursuivre des études dans une institution scientifique à l'étranger. Ces bourses sont un moyen d'encourager les femmes à se lancer dans les carrières scientifiques, de reconnaître et de donner de la visibilité à la carrière de femmes scientifiques.
Les bourses annuelles, sont tout d'abord au nombre de dix et d'un montant de 10000 $,. En 2003, le nombre de bourses est augmenté à quinze, trois par grande région, et le montant passe à 20000 $.  En 2006, la période de subvention est étendue à deux ans et le montant de la bourse s'élève à 40000 USD[réf. souhaitée]. En 2015, le volet des bourses prend le nom de programme UNESCO-L'Oréal Jeunes talents.
Des bourses sont également octroyées au niveau national depuis 2007 dans les pays participants. Vingt bourses annuelles sont ainsi octroyées par le programme français. Ces bourses sont aussi l’occasion pour des lycéennes de rencontrer des boursières et d'échanger avec elles.

## Objectifs

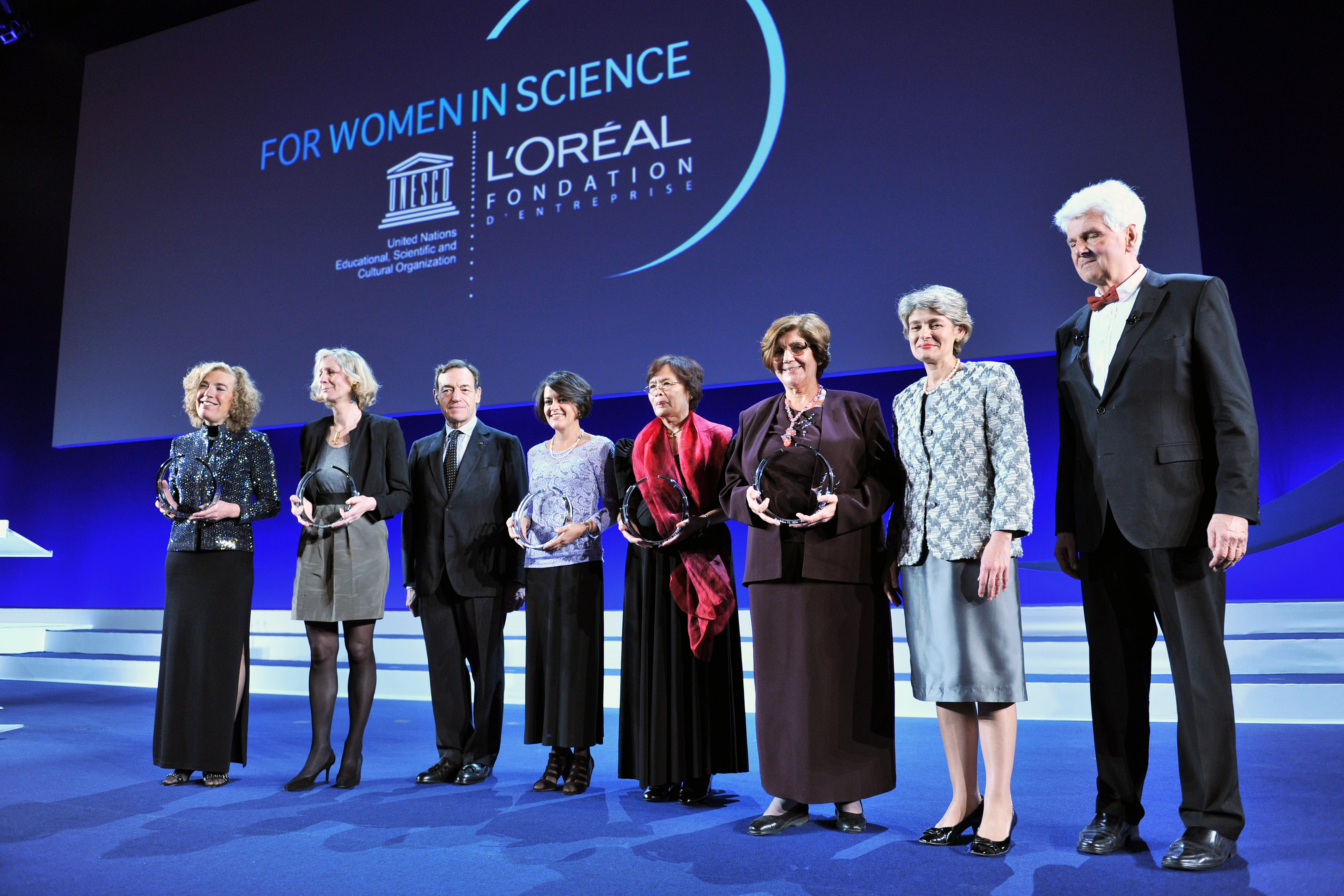
Cérémonie 2010. De gauche à droite : Elaine Fuchs, Anne Dejean-Assémat, Lindsay Owen-Jones, Alejandra Bravo, Lourdes Cruz, Rashika El Ridi, Irina Bokova et Günter Blobel.

Ces prix et bourses ont pour objectif de promouvoir et d’encourager les carrières féminines dans des domaines longtemps considérés comme réservés aux hommes,,, de lutter contre la discrimination envers les femmes dans le domaine des sciences qui affecte le développement des pays pauvres. Selon Dominique Langevin, lauréate du Prix en 2005, parce que c'est un prix à destination des femmes, il n'est pas pris très au sérieux et manque de reconnaissance. En Argentine, les lauréates estiment bénéficier d'une visibilité accrue, mais le message transmis aux médias par les promoteurs du prix et les médias de masse se concentre sur le sujet de leurs recherches et non pas leur rôle en tant que femmes dans le développement de la science.
Le programme L'Oréal-UNESCO Pour les Femmes et la Science s'inscrit dans le cadre d'une campagne marketing de la société L'Oréal dont la stratégie, afin de provoquer un comportement d'achat, est de se créer une image positive et une proximité avec sa cible prioritaire, les femmes, en s'appuyant sur leur besoin de reconnaissance qui se retrouve dans l'aspiration à la parité. Il s'agit aussi pour L'Oréal d'associer l'image de la marque à « celle d'un progrès scientifique triomphant, irrésistible » selon Mona Chollet. Pour Jean-Pierre Beaudoin, en donnant la parole à des femmes remarquables hors des cercles restreints de leurs spécialités, L'Oréal bénéficie d'une bonne image et développe ses relations avec les milieux scientifiques mondiaux.
Le prix prend place, dans l'action de l'UNESCO, dans sa lutte contre toute forme de discrimination et la promotion de l’égalité entre les hommes et les femmes. Toutefois, le prix L'Oréal-Unesco est perçu par Amadou Mahtar Mbow, ancien Directeur général de l'UNESCO comme une publicité faite à une société et juge que ce genre de prix peut potentiellement empêcher l'organisation de jouer son rôle.

## Lauréates des prix
Un total de 132 scientifiques ont été récompensées.
| Année | Lauréat(s)                    | Nationalité           | Travaux récompensés                     | Description |
| ----- | ----------------------------- | --------------------- | --------------------------------------- | --- |
| 1998  | Grace Oladunni Taylor         | Nigeria               | Biochimie                               | Pour sa contribution à l'épidémie de maladies cardiovasculaires en Afrique. |
| 1998  | Yu Myeong-Hee                 | Corée du Sud          | Microbiologie                           | Pour ses découvertes sur le pliage des protéines et son rapport à la pathologie humaine. |
| 1998  | Pascale Cossart               | France                | Bactériologie                           | Pour son élucidation des mécanismes par lesquels les bactéries pathogènes subvertissent les défenses immunitaires. |
| 1998  | Gloria Montenegro             | Chili                 | Botanique                               | Pour ses efforts pour appliquer la science moderne à la protection des écosystèmes végétaux. |
| 1998  | Amparo Alonso-Betanzos        | Espagne               | Intelligence artificielle               | ? |
| 2000  | Valerie Mizrahi               | Afrique du Sud        | Bactériologie                           | Pour sa contribution à la lutte contre la tuberculose et d’autres maladies infectieuses |
| 2000  | Tsuneko Okazaki               | Japon                 | Biologie moléculaire                    | Pour sa découverte du mécanisme moléculaire de la réplication rétrograde de l’ADN. |
| 2000  | Margarita Salas               | Espagne               | Biologie moléculaire                    | Pour ses contributions fondamentales à la compréhension de la réplication de l’ADN. |
| 2000  | Eugenia del Pino              | Équateur              | Biologie                                | Pour ses recherches originales sur la biologie des rainettes marsupiales et ses efforts en faveur de la conservation dans les îles Galapagos. |
| 2000  | Joanne Chory                  | États-Unis            | Biologie moléculaire                    | Pour son explication des mécanismes impliqués dans la réponse des organismes végétaux à la lumière. |
| 2001  | Adeyinka Gladys Falusi        | Nigeria               | Génétique moléculaire                   | Pour son identification moléculaire-génétique et la classification des maladies héréditaires du sang en Afrique. |
| 2001  | Suzanne Cory                  | Australie             | Génétique moléculaire                   | Pour sa contribution à la compréhension de la base génétique du lymphome humain et d’autres affections cancéreuses. |
| 2001  | Anne McLaren                  | Royaume-Uni           | Biologie de la reproduction             | Pour ses découvertes en biologie de la reproduction, qui ont ouvert la voie à la procréation assistée. |
| 2001  | Mayana Zatz                   | Brésil                | Biologie moléculaire                    | Pour ses contributions à la pathologie, la diagnose et la gestion de l’hérédité. |
| 2001  | Joan A. Steitz                | États-Unis            | Biophysique et biochimie moléculaires   | Pour ses découvertes sur la structure, les fonctions biologiques et les implications pathologiques des petites molécules d’ARN. |
| 2002  | Nagwa Meguid                  | Égypte                | Génétique                               | Pour ses recherches génétiques systématiques sur le syndrome de Down et d’autres affections neurologiques dans la région méditerranéenne. |
| 2002  | Indira Nath                   | Inde                  | Médecine                                | Pour ses contributions fondamentales à la pathogénicité, la prévention et le traitement de la lèpre. |
| 2002  | Marianne Grunberg-Manago      | France                | Biologie moléculaire                    | Pour ses réalisations et sa participation exceptionnelle au développement de la biologie moléculaire moderne. |
| 2002  | Mary Osborn                   | Allemagne             | Biologie                                | Pour son développement de la microscopie d’immunofluorescence comme outil pour l’étude des structures cytosquelettiques. |
| 2002  | Ana María López Colomé        | Mexique               | Médecine                                | Pour ses découvertes sur les voies moléculaires impliquées dans les altérations visuelles et pathologiques. |
| 2002  | Shirley M. Tilghman           | Canada, États-Unis    | Génétique moléculaire                   | Pour sa découverte de l’empreinte parentale et son rôle dans le développement embryologique. |
| 2003  | Karimat El-Sayed              | Égypte                | Physique                                | Pour son travail sur la croissance des cristaux, y compris la formation de calculs rénaux. |
| 2003  | Li Fanghua                    | Chine                 | Microscopie électronique                | Pour sa découverte de nouvelles techniques de microscopie électronique. |
| 2003  | Ayşe Erzan                    | Turquie               | Physique de la matière condensée        | Pour ses travaux théoriques sur la formation de structures arborescentes. |
| 2003  | Mariana Weissmann             | Argentine             | Physique de la matière condensée        | Pour ses études théoriques sur les nouvelles formes de carbone. |
| 2003  | Johanna M.H. Levelt Sengers   | États-Unis            | Thermodynamique                         | Pour ses expériences sur l’opalescence critique des fluides. |
| 2004  | Jennifer Thomson              | Afrique du Sud        |                                         | Pour son développement de plantes transgéniques résistantes aux infections virales, à la sécheresse et à d’autres risques. |
| 2004  | Lúcia Mendonça Previato       | Brésil                |                                         | Pour ses réalisations dans la compréhension, le traitement et la prévention de la maladie de Chagas. |
| 2004  | Philippa Marrack              | États-Unis            |                                         | Pour ses recherches sur le rôle des Lymphocytes T dans le système immunitaire et pour avoir découvert les superantigènes. |
| 2004  | Nancy Ip                      | Chine                 |                                         | Pour ses découvertes sur le contrôle moléculaire de la croissance, la différenciation et la formation de synapses dans le système nerveux. |
| 2004  | Christine Petit               | France                |                                         | Pour son élucidation des défauts génétiques de la surdité héréditaire et d’autres troubles sensoriels. |
| 2005  | Zohra Ben Lakhdar Akrout      | Tunisie               |                                         | Pour ses expériences et modèles sur la spectroscopie infrarouge et ses applications à la détection de la pollution et à la médecine. |
| 2005  | Fumiko Yonezawa               | Japon                 |                                         | Pour sa théorie et ses simulations informatiques de semi-conducteurs amorphes et de métaux liquides. |
| 2005  | Dominique Langevin            | France                |                                         | Pour ses recherches fondamentales sur les détergents, émulsions et mousses. |
| 2005  | Belita Koiller                | Brésil                |                                         | Pour sa recherche théorique sur les électrons dans des matériaux désordonnés tels que le verre. |
| 2005  | Myriam Sarachik               | États-Unis            |                                         | Pour des expériences sur la conduction électrique et la transition entre les métaux et les isolateurs. |
| 2006  | Habiba Bouhamed Chaabouni     | Tunisie               |                                         | Pour sa contribution à l’analyse et à la prévention des troubles héréditaires. |
| 2006  | Jenny Graves                  | Australie             |                                         | Pour ses études sur l’évolution des génomes des mammifères. |
| 2006  | Christine Van Broeckhoven     | Belgique              |                                         | Pour ses recherches génétiques sur la maladie d’Alzheimer et d’autres troubles neurodégénératifs. |
| 2006  | Christiane Nüsslein-Volhard   | Allemagne             |                                         | Pour ses efforts visant à soutenir les femmes hautement qualifiées ayant des enfants afin de faciliter leurs progrès en sciences. |
| 2006  | Esther Orozco                 | Mexique               |                                         | Pour sa découverte du mécanisme et du contrôle des infections par les amibes dans les tropiques. |
| 2006  | Pamela Bjorkman               | États-Unis            |                                         | Pour sa découverte de la façon dont le système immunitaire reconnaît les cibles. |
| 2007  | Ameenah Gurib-Fakim           | Maurice               |                                         | Pour son exploration et analyse des plantes mauriciennes et de leurs applications biomédicales. |
| 2007  | Ligia Gargallo                | Chili                 |                                         | Pour sa contribution à la compréhension des propriétés des polymères en solution. |
| 2007  | Mildred Dresselhaus           | États-Unis            |                                         | Pour ses recherches sur les matériaux à l’état solide, y compris la conceptualisation de la création de nanotubes de carbone. |
| 2007  | Tatiana Birshtein             | Russie                |                                         | Pour sa contribution à la compréhension des formes, des tailles et des mouvements des grandes molécules. |
| 2007  | Margaret Brimble              | Nouvelle-Zélande      | ?                                       | Pour sa contribution à la synthèse de produits naturels complexes, notamment des toxines de mollusques. |
| 2008  | Lihadh Al-Gazali              | Irak                  |                                         | Pour sa contribution à la caractérisation des troubles héréditaires. |
| 2008  | V. Narry Kim                  | Corée du Sud          |                                         | Pour avoir élucidé la formation d’une nouvelle classe de molécules d’ARN impliquées dans la régulation génétique. |
| 2008  | Ada Yonath                    | Israël                |                                         | Pour ses études structurales du système de biosynthèse des protéines et sa perturbation par les antibiotiques. |
| 2008  | Ana Belén Elgoyhen            | Argentine             |                                         | Pour sa contribution à la compréhension de la base moléculaire de l’audition (sens). |
| 2008  | Elizabeth Blackburn           | États-Unis            |                                         | Pour la découverte de la nature et le maintien des fins chromosomiques et de leurs rôles dans le cancer et le vieillissement. |
| 2009  | Tebello Nyokong               | Afrique du Sud        |                                         | Pour son travail sur l’exploitation de la lumière pour le traitement du cancer et pour le nettoyage de l’environnement. |
| 2009  | Athene Donald                 | Royaume-Uni           | Physique                                | Pour son travail sur les mystères de la physique des matériaux désordonnés, allant du ciment à l’amidon. |
| 2009  | Beatriz Barbuy                | Brésil                |                                         | Pour son travail sur la vie des étoiles de la naissance de l’Univers au temps présent. |
| 2009  | Akiko Kobayashi               | Japon                 |                                         | Pour sa contribution au développement de conducteurs moléculaires et à la conception et à la synthèse d’un métal moléculaire monocomposant. |
| 2009  | Eugenia Kumacheva             | Canada                |                                         | Pour la conception et le développement de nouveaux matériaux avec de nombreuses applications, y compris la livraison de médicaments ciblés pour les traitements contre le cancer et les matériaux pour le stockage de données optiques à haute densité.                                                                           |
| 2010  | Rashika El Ridi               | Égypte                |                                         | Pour avoir ouvert la voie au développement d’un vaccin contre la schistosomiase. |
| 2010  | Lourdes Cruz                  | Philippines           |                                         | Pour la découverte de toxines d’escargots marins qui peuvent servir d’outils puissants pour étudier la fonction cérébrale. |
| 2010  | Anne Dejean-Assémat           | France                |                                         | Pour sa contribution à notre compréhension de la leucémie et des cancers du foie. |
| 2010  | Alejandra Bravo               | Mexique               |                                         | Pour son travail sur une toxine bactérienne qui agit comme un insecticide puissant. |
| 2010  | Elaine Fuchs                  | États-Unis            |                                         | Pour sa contribution à notre connaissance de la biologie de la peau et des cellules souches de la peau. |
| 2011  | Faiza Al-Kharafi              | Koweït                |                                         | Pour ses travaux sur la corrosion, un problème d’une importance fondamentale pour le traitement de l’eau et pour l’industrie pétrolière. |
| 2011  | Vivian Wing-Wah Yam           | Chine                 |                                         | Pour ses travaux sur les matériaux émetteurs de lumière et les méthodes innovantes pour capter l’énergie solaire. |
| 2011  | Anne L'Huillier               | France                | Science attoseconde                     | Pour ses travaux sur le développement d’un appareil photo d’une extrême rapidité pouvant enregistrer des faits dans une attoseconde (un milliardième de milliardième de seconde). |
| 2011  | Silvia Torres-Peimbert        | Mexique               |                                         | Pour ses travaux sur la composition chimique des nébuleuses, fondamentale pour la compréhension de l’origine de l’Univers. |
| 2011  | Jillian Banfield              | Australie, États-Unis |                                         | Pour ses travaux sur le comportement des bactéries et de la matière dans des conditions extrêmes ayant une incidence sur l’environnement et sur la Terre. |
| 2012  | Jill Farrant                  | Afrique du Sud        |                                         | Pour la découverte des mécanismes qui permettent aux plantes de survivre dans des conditions de sécheresse. |
| 2012  | Ingrid Scheffer               | Australie             |                                         | Pour l’identification des gènes impliqués dans certaines formes d’épilepsie. |
| 2012  | Frances Ashcroft              | Royaume-Uni           |                                         | Pour ses contributions à la compréhension de la sécrétion d’insuline et du diabète chez le nouveau-né. |
| 2012  | Susana López Charretón        | Mexique               |                                         | Pour avoir identifié le mode d’action des rotavirus, responsable chaque année de 600 000 décès d’enfants. |
| 2012  | Bonnie Bassler                | États-Unis            |                                         | Pour la compréhension du langage chimique par lequel les bactéries communiquent entre elles, ouvrant la voie vers de nouveaux traitements des infections. |
| 2013  | Francisca N. Okeke            | Nigeria               |                                         | Pour sa contribution à la compréhension des variations quotidiennes des courants ioniques dans la haute atmosphère, ce qui peut nous aider à mieux comprendre le changement climatique. |
| 2013  | Reiko Kuroda                  | Japon                 |                                         | Pour l'explication de la différence fonctionnelle entre les molécules « gauchères » et « droitières », donnant lieu à de nombreuses applications pour la recherche, notamment sur les maladies neuro-dégénératives telles que l'Alzheimer.                                                                                        |
| 2013  | Pratibha L. Gai               | Royaume-Uni           |                                         | Pour avoir ingénieusement modifié son microscope électronique de sorte qu’elle a pu observer des réactions chimiques se produisant à la surface des atomes de catalyseurs qui aideront les scientifiques dans leur développement de nouveaux médicaments ou de nouvelles sources d’énergie.                                       |
| 2013  | Marcia Barbosa                | Brésil                |                                         | Pour avoir découvert une des particularités de l’eau qui peut permettre de mieux comprendre comment se produisent les tremblements de terre et comment les protéines se replient, ce qui est important pour le traitement des maladies.                                                                                           |
| 2013  | Deborah S. Jin                | États-Unis            |                                         | Pour avoir été la première à refroidir les molécules au point de pouvoir observer des réactions chimiques au ralenti qui peuvent aider à mieux comprendre les processus moléculaires qui sont importants pour la médecine ou de nouvelles sources d’énergie.                                                                      |
| 2014  | Segenet Kelemu                | Éthiopie              |                                         | Pour ses recherches sur la façon dont les micro-organismes vivant en symbiose avec les plantes fourragères peuvent améliorer leur capacité à résister aux maladies et s’adapter aux contraintes environnementales et aux évolutions climatiques.                                                                                  |
| 2014  | Kayo Inaba                    | Japon                 |                                         | Pour ses découvertes sur les mécanismes déclenchés par le système immunitaire en réponse à une menace (virus ou bactérie) ou à des cellules anormales (cellules cancéreuses, par exemple). |
| 2014  | Brigitte Kieffer              | France                |                                         | Pour son travail sur les mécanismes cérébraux impliqués dans la douleur, la maladie mentale et la toxicomanie. |
| 2014  | Cecilia Bouzat                | Argentine             |                                         | Pour ses travaux de recherche sur la façon dont les cellules cérébrales communiquent entre elles et avec les muscles. |
| 2014  | Laurie Glimcher               | États-Unis            |                                         | Pour ses travaux sur l’identification d’un facteur clé du contrôle immunitaire (T-bet) dans les allergies et les maladies auto-immunes, infectieuses ou malignes. |
| 2015  | Thaisa Storchi Bergmann       | Brésil                |                                         | Pour ses travaux sur la compréhension des mécanismes de formation des trous noirs super massifs au cœur des galaxies, leur évolution et leur interaction avec leur environnement. |
| 2015  | Rajaâ Cherkaoui El Moursli    | Maroc                 |                                         | Pour sa contribution majeure à la preuve de l’existence du Boson de Higgs, la particule responsable de la création de masse dans l’univers. |
| 2015  | Yi Xie                        | Chine                 |                                         | Pour ses travaux novateurs sur la création de nouveaux matériaux de l'épaisseur d'un atome ayant d’importantes applications dans la conversion de la chaleur et de l’énergie solaire en électricité. |
| 2015  | Carol V. Robinson             | Royaume-Uni           |                                         | Pour avoir créé une méthode révolutionnaire d’étude de la fonction des protéines, plus particulièrement les protéines membranaires qui jouent un rôle critique dans plusieurs processus vitaux. |
| 2015  | Molly S. Shoichet             | Canada                |                                         | Pour ses approches uniques et pionnières dans la création de biomatériaux pour la régénération du tissu nerveux et pour le développement de nouvelles méthodes de diffusion de produits bio thérapeutiques dans le système nerveux central.                                                                                       |
| 2016  | Emmanuelle Charpentier        | France                | Biochimie                               | Pour sa découverte, en collaboration avec le Professeur Jennifer Doudna, d’un mécanisme moléculaire qui permet de « réécrire » le génome, ouvrant ainsi la voie à de nouveaux traitements contre les maladies génétiques. |
| 2016  | Jennifer Doudna               | États-Unis            | Biochimie                               | Pour sa découverte, en collaboration avec Emmanuelle Charpentier, d’un mécanisme moléculaire qui permet de « réécrire » le génome, ouvrant ainsi la voie à de nouveaux traitements contre les maladies génétiques. |
| 2016  | Quarraisha Abdool Karim       | Afrique du Sud        |                                         | Pour sa contribution à la prévention et au traitement du VIH et des infections associées, améliorant considérablement la qualité de vie des femmes en Afrique. |
| 2016  | Hualan Chen                   | Chine                 |                                         | Pour ses recherches sur la biologie des virus de la grippe aviaire, ayant conduit au développement et à l'utilisation de vaccins efficaces. |
| 2016  | Andrea Gamarnik               | Argentine             |                                         | Pour ses découvertes sur la façon dont les virus transmis par les moustiques se reproduisent et causent des maladies, et plus particulièrement le virus de la dengue. |
| 2017  | Niveen Khashab                | Arabie saoudite       | Médecine                                | Contribution au développement de matériaux hybrides intelligents destinés à améliorer le ciblage des médicaments et pour le développement de nouvelles techniques pour suivre l’activité d’antioxydants au cœur des cellules. |
| 2017  | Michelle Simmons              | Australie             | Électronique quantique et atomique      | Contribution révolutionnaire à l’électronique quantique et atomique, du transistor atomique à l’ordinateur quantique. |
| 2017  | Nicola Spaldin                | Suisse                | Science des matériaux                   | Travail pluridisciplinaire de prédiction, de description et de création de nouveaux matériaux aux propriétés magnétiques et ferroélectriques commutables. |
| 2017  | Zhenan Bao                    | États-Unis            | Génie chimique                          | Travaux sur le développement de polymères fonctionnels extensibles utilisés pour l’électronique grand public, le stockage d’énergie et les applications biomédicales. |
| 2017  | María Teresa Ruiz             | Chili                 | Astrophysique                           | Découverte de la première naine brune et travaux pionniers sur les étoiles de faible luminosité, y compris les étoiles en fin de vie (naines blanches). |
| 2018  | Heather Zar                   | Afrique du Sud        | Médecine, Pédiatrie                     | Programme de recherche de pointe sur la pneumonie, la tuberculose et l'asthme, sauvant la vie de nombreux enfants dans le monde entier. |
| 2018  | Meemann Chang                 | Chine                 | Biologie, Paléontologie                 | Travaux pionniers sur les fossiles, qui ont permis de mieux comprendre comment les vertébrés aquatiques se sont adaptés à la vie sur terre. |
| 2018  | Caroline Dean                 | Royaume-Uni           | Biologie moléculaire                    | Recherches sur la façon dont les plantes s'adaptent à leur environnement et au changement climatique, ce qui conduit à de nouvelles façons d'améliorer les cultures. |
| 2018  | Amy Austin                    | Argentine             | Écologie, sciences de l'environnement   | Contribution à la compréhension de l'écologie des écosystèmes terrestres dans les paysages naturels et modifiés par l'homme. |
| 2018  | Janet Rossant                 | Canada                | Biologie du développement               | Sciences biologiques/biologie du développement, pour ses recherches exceptionnelles qui ont permis de mieux comprendre comment les tissus et les organes se forment dans l'embryon en développement. |
| 2019  | Najat Saliba                  | Liban                 | Chimie analytique et atmosphérique      | Identification d’agents cancérigènes et autres substances toxiques présentes dans l’air des pays du Moyen-Orient, et dans les nouveaux diffuseurs de nicotine et narguilés. |
| 2019  | Maki Kawai                    | Japon                 | Chimie                                  | Manipulation de molécules séparées à l’échelle atomique pour transformer la matière et créer des matériaux innovants. |
| 2019  | Karen Hallberg                | Argentine             | Physique                                | Approches informatiques de pointe permettant de comprendre la physique de la matière quantique. |
| 2019  | Ingrid Daubechies             | Belgique, États-Unis  | Mathématiques, Physique mathématique    | Traitement numérique de l’image et du signal, fournissant des algorithmes courants et polyvalents pour la compression de données. |
| 2019  | Claire Voisin                 | France                | Mathématiques, Géométrie algébrique     | Travaux en géométrie algébrique qui ont permis de résoudre des questions sur la topologie et les structures de Hodge des variétés algébriques complexes. |
| 2020  | Abla Mehio Sibai              | Liban                 | Médecine                                | Travaux et engagement en faveur de l’amélioration du vieillissement en bonne santé dans les pays à faible et moyen revenu et pour leur impact sur les politiques et programmes sanitaires et sociaux. |
| 2020  | Esperanza Martínez-Romero     | Mexique               | Écologie et sciences de l’environnement | Recherches sur l'utilisation de bactéries respectueuses de l'environnement pour favoriser la croissance des plantes afin d'augmenter la productivité agricole tout en réduisant l'utilisation d'engrais chimiques. |
| 2020  | Kristi Anseth                 | États-Unis            | Biologie et ingénierie                  | Contribution à la convergence de l'ingénierie et de la biologie afin de développer des biomatériaux innovants aptes à promouvoir la régénération tissulaire et un ciblage plus efficace des médicaments. |
| 2020  | Firdausi Qadri                | Inde                  | Biologie                                | Compréhension et prévention des maladies infectieuses touchant les enfants des pays en voie de développement, mise en place d'un diagnostic précoce et d'une campagne de vaccination ayant un impact sur la santé mondiale. |
| 2020  | Edith Heard                   | Royaume-Uni           | Biologie                                | Travaux sur les mécanismes régissant les processus épigénétiques permettant aux mammifères de réguler l’expression correcte des gènes essentiels à la vie. |
| 2021  | Jane Catherine Ngila          | Kenya                 | Chimie                                  | Introduction et le développement de méthodes d'analyse fondées sur les nanotechnologies pour la surveillance des polluants de l'eau et leur application dans les pays fortement touchés par la pollution. |
| 2021  | Shafi Goldwasser              | États-Unis            | Sciences informatiques                  | Travaux en informatique et cryptographie essentiels pour la sécurité des systèmes de communications sur internet ainsi que pour le calcul partagé sur des données privées. |
| 2021  | Kyoko Nozaki                  | Japon                 | Chimie                                  | Procédés de production très performants et respectueux de l'environnement pour fabriquer des molécules utiles à la médecine et à l'agriculture durable. |
| 2021  | Françoise Combes              | France                | Astrophysique                           | Découverte de molécules dans l'espace intersidéral et simulations de la formation des galaxies par superordinateur. |
| 2021  | Alicia Dickenstein            | Argentine             | Mathématiques / Physique mathématique   | Travaux sur les structures et les comportements précis des molécules et des cellules, y compris à une échelle microscopique. |
| 2022  | Agnes Binagwaho               | Rwanda                | Santé publique                          | Travaux sur la mise en place, la défense et la création d'un nouveau modèle de soins de santé publique équitables pour les plus vulnérables, au Rwanda, en Afrique et dans le monde. |
| 2022  | Hailan Hu                     | Chine                 | Neurosciences                           | Travaux en neurobiologie qui ont fait avancer la compréhension des comportements affectifs sociaux et des troubles mentaux. |
| 2022  | María Guadalupe Guzmán Tirado | Cuba                  | Maladies infectieuses                   | Travaux pionniers sur les infections humaines dues au virus de la dengue. Ses recherches ont permis de mieux comprendre la pathogenèse, le diagnostic, la surveillance et la prévention de cette maladie. |
| 2022  | Katalin Karikó                | États-Unis            | Biochimie                               | Travaux sur le développement révolutionnaire d'un ARN messager non-inflammatoire |
| 2022  | María Ángela Nieto            | Espagne               | Embryologie                             | Travaux sur la manière dont les cellules changent d'identité au cours du développement embryonnaire pour se disséminer et former différents tissus. Ses travaux ont ouvert la voie à une meilleure compréhension de la propagation du cancer vers d’autres organes et la formation de métastases.                                 |
| 2023  | Suzana Nunes                  | Brésil                | Chimie                                  | Travaux dans le développement de membranes pour réaliser des séparations chimiques, par exemple dans les industries de l'eau, de la pétrochimie et de la pharmacie, avec une empreinte carbone plus faible. |
| 2023  | Lidia Morawska                | Australie             | Science de la terre                     | Contribution à la compréhension et à l'amélioration de la qualité de l'air intérieur et ambiant et, en particulier, de l'impact de la pollution atmosphérique sur la santé humaine et l'environnement. |
| 2023  | Frances Kirwan                | Royaume-Uni           | Mathématiques                           | Travaux en mathématiques et plus particulièrement en géométrie algébrique afin de développer des techniques pour comprendre la classification des objets géométriques. Ses travaux ont le potentiel d'aider les scientifiques à extraire des informations cruciales à partir de grands ensembles de données complexes.            |
| 2023  | Anamaría Font                 | Venezuela             | Physique                                | Travaux en Physique théorique des particules ayant permis, dans le cadre de la théorie des supercordes, d'approfondir les conséquences de la théorie pour la structure de la matière et la gravité quantique, et d'aider à la description des trous noirs et des premiers instants après le big bang.                             |
| 2023  | Aviv Regev                    | Israël                | Bioinformatique                         | Travaux combinant les mathématiques et l'informatique permettant de découvrir et de caractériser des billions de cellules dans le corps. Ses recherches améliorent la capacité à déchiffrer et à cibler les mécanismes qui causent la maladie, afin de développer de meilleurs diagnostics et thérapies.                          |
| 2024  | Rose Leke                     | Cameroun              | Immunologie                             | Pour ses recherches visant à améliorer l’étude du paludisme des femmes enceintes, à soutenir l'éradication de la polio et à permettre une meilleure vaccination en Afrique. Son action pour favoriser le parcours professionnel des jeunes scientifiques est également récompensé.                                                |
| 2024  | Alicia Kowaltowski            | Brésil                | Biochimie                               | Pour ses travaux sur la biologie des mitochondries ayant permis de comprendre l'implication du métabolisme énergétique dans les maladies chroniques, notamment l'obésité et le diabète, ainsi que dans le vieillissement. |
| 2024  | Nada Jabado                   | Canada                | Génétique humaine                       | Pour ses recherches sur les défauts génétiques, tout particulièrement les toutes premières mutations d'histones dans la maladie humaine, et son leadership dans la mise en place d'un réseau de collaboration mondial. Ils ont fait progresser les capacités de diagnostic et les traitements cliniques pour les jeunes patients. |
| 2024  | Yan Ning ou Nieng Yan (en)    | Chine                 | Biologie structurelle                   | Pour ses travaux sur la structure atomique de multiples protéines membranaires révélant ainsi les principes qui régissent le transport membranaire. Ils ont permis d'éclairer de nombreux troubles tels que l'épilepsie et l'arythmie et ont guidé le traitement du syndrome douloureux chronique.                                |
| 2024  | Geneviève Almouzni            | France                | Biologie moléculaire                    | Pour ses contributions dans le domaine de l'épigénétique qui ont permis une meilleure compréhension des mécanismes cellulaires responsables du cancer, dès l’intégration de l’ADN dans la cellule. Elles ont permis d'améliorer la détection des maladies et par conséquent le pronostic vital.                                   |